# Portulaca
- Commons
- Wikispecies

Portulaca L. é um género botânico da família das Portulacáceas, cujas espécies são comummente conhecidas como «portulacas» ou «beldroegas» (também grafado verdoega).

## Etimologia
O substantivo «portulaca» provém do latim clássico portŭlāca, por alusão à espécie Portulaca oleracea.
O substantivo beldroega resulta de uma deturpação moçárabe do étimo latino portŭlāca, para berdiláqaš (berdilacas), a qual assumiu duas variantes regionais: «berdoleca», que foi a que entrou no português arcaico e daí se converteu em «beldroega»; e «berdolaca», variante que, por associação à palavra «verde» se converteu em «verdolaca» e daí se transformou na actual versão espanhola da palavra, «verdolaga».
A palavra «verdoega» resulta de deturpação de «beldroega», por igual associação a «verde»  e por possível influência do castelhano verdolaga.

## Espécies
| - Portulaca amilis - Portulaca andicola - Portulaca biloba - Portulaca boliviensis - Portulaca caulerpoides - Portulaca cryptopetala - Portulaca elatior - Portulaca elongata - Portulaca eruca - Portulaca fluvialis - Portulaca fragilis - Portulaca gilliesii | - Portulaca gracilis - Portulaca grandiflora - Portulaca halimoides - Portulaca insularis - Portulaca lanuginosa - Portulaca longiusculotuberculata - Portulaca lutea - Portulaca molokiniensis ' - Portulaca mucronata - Portulaca oleracea - Portulaca papulosa - Portulaca pedicellata | - Portulaca perennis - Portulaca pilosa - Portulaca psammotropha - Portulaca quadrifida - Portulaca rotundifolia - Portulaca rubricaulis - Portulaca sclerocarpa - Portulaca smallii - Portulaca suffrutescens - Portulaca teretifolia - Portulaca umbraticola - Portulaca villosa |

- Lista completa

## Classificação do gênero
| Sistema | Classificação                       | Referência               |
| ------- | ----------------------------------- | ------------------------ |
| Linné   | Classe Dodecandria, ordem Monogynia | Species plantarum (1753) |